# Upplands runinskrifter 882
Upplands runinskrifter 882, till vänster på bilden, är ett vikingatida runstensfragment av grovkornig granit i Skogs-Tibble kyrka, Skogs-Tibble socken och Uppsala kommun. Bara ornamentik finns bevarad på stenen. Nedtill på ristningen finns en repstav. Runstensfragmentet är 1,65 gånger 0,7 meter. Stenen låg tidigare i dörröppningen mellan kyrkorummet och vapenhuset men togs fram i samband med reparationsarbete 1938.
Till höger om U 882 står runstensfragmentet U 881.